# Namiboniscus brevicornis
Namiboniscus brevicornis is een pissebed uit de familie Olibrinidae. De wetenschappelijke naam van de soort is voor het eerst geldig gepubliceerd in 2001 door Schmidt.